# Los Llanos (República Dominicana)
Los Llanos es un municipio de la República Dominicana, que está situado en la provincia de San Pedro de Macorís.

## Geografía
El 99%  del territorio del municipio es plano, permitiendo el pastoreo libre de su ganado, además de contar con bebederos naturales en toda su superficie. El 1% está en las zonas altas ubicadas en el extremo norte del municipio. Unas 4 mil tareas están dedicadas al cultivo de los productos agrícolas que consume la comunidad.

## Hidrografía
Los Llanos tiene 124 lagunas que sirven de abrevadero al ganado. Los Anones, Los Narcisos, Miguel Ángel, Faustino, La Guama son los nombres de algunas estas lagunas, muchas de las cuales son alimentadas a través del subsuelo por el río Casuí. De las cuales 41 son charcas ocasionales, 2 estanques artificiales y 81 estanques permanentes.
El municipio posee los ríos Almirante, Brujuelas (afluente del Higuamo) Tosa, Yabacao, Tosita, La Zanja, entre otros.

## Límites
Municipios limítrofes:
|                                          | Norte: Bayaguana             |                              |
| Oeste: Bayaguana y San Antonio de Guerra |                              | Este: Hato Mayor y Quisqueya |
|                                          | Sur: Boca Chica y Guayacanes |                              |

## Distritos municipales
Está formado por los distritos municipales de:
| Nombre     | Código   |
| ---------- | -------- |
| Los Llanos | 09230201 |
| El Puerto  | 09230202 |
| Gautier    | 09230203 |

## Población
Según el censo 2010, el municipio de Los Llanos poseía una población de 22573 habitantes.

## Historia
Este municipio surgió  por asentamientos informales en un camino real que enlazaba  a Santo Domingo y a los importantes hatos ganaderos de Hato Mayor, El Seibo e Higüey. Dicho camino es hoy la calle Duarte de esta comunidad, donde descansaban los ganaderos que viajaban a Santo Domingo.
Poco a poco, en su entorno se fue estableciendo su población, a la que se sumaron emigrantes canarios y vecinos desalojados de Montecristi, Puerto Plata, Bayajá y Yaguana, en 1606, como consecuencia de las devastaciones del gobernador Osorio. En gran parte de su franja noroeste se extiende la histórica Sabana del Gaubatico, desde Monte Plata al Distrito Municipal de El Puerto.
En 1620 se organizan en San José de los Llanos la hermandad de San José, la primera hermandad católica de Santo Domingo.
En 1838 Vicente Celestino Duarte organiza la primera filial del grupo independentista La Trinitaria.
El municipio fue el lugar donde se declaró la independencia  nacional por primera vez el 26 de febrero de 1844 por Vicente Celestino Duarte, el hermano de Juan Pablo Duarte, un día antes del trabucazo lanzado por Ramón Matías Mella en la Puerta de la Misericordia.
En 1845, El municipio recibió la categoría de Común de Santo Domingo. Durante la anexión a España fue convertida en tenencia del gobierno político y militar de Santo Domingo, el 24 de agosto de 1861. Después de la anexión volvió a ser común de la provincia Santo Domingo.
El  23 de junio de 1882 fue declarado Distrito Marítimo de San Pedro de Macorís.

## Economía
La economía de este municipio consiste generalmente en el cultivo de caña de azúcar y la ganadería.

### Agricultura
Buena parte de las tierras del municipio están  sembradas de caña y de pasto para el ganado. Las colonias cañeras dinamizaron por muchos años la economía del municipio, cuyos habitantes se sostienen hoy día con los empleos públicos y privados y con la agricultura de subsistencia.
Las zonas de mayor producción agrícola son El Puerto, San Marcos y El Guayabal. En San Marcos la producción está basada en arroz, con 6 mil tareas y 35 productores que cosechan más de 20 mil quintales al año; hay 5 productores de limón persa, que en 5 mil tareas cosechan 12,500 quintales al año; y 2 mil tareas de naranja dulce.
Las parcelas sembradas de yuca en el municipio suman mil tareas, propiedad de 50 productores; 2,500 tareas sembradas de plátano por 15 productores, que cosechan 5 mil quintales al año; 25 productores que trabajan mil tareas de batata, para una producción de 4 mil quintales al año.
Con tan sólo tres factorías de arroz, la  mayoría de su producción se comercializa en el Cibao, mientras los demás rubros agrícolas son para el consumo interno y la venta en la capital. El período de lluvias es de 5 meses (junio-octubre), y 7 meses de seca (noviembre-mayo).

### Ganadería
La ganadería es vacuna, con unas 3,500 cabezas de ganado y una producción de alrededor de 50 mil litros de leche al año que son vendidos a la UASD y 6 queserías.

### Industrias
Cuenta con una de las cementeras más importantes del país: Cemento PANAM, que genera 520 toneladas métricas de cemento tipo Portland anualmente. Está ubicada en el Distrito Municipal Villa Gautier.

### Turismo
Sus principales atractivos turísticos son los balnearios de los ríos Caganche, río el Almirante, Casuí y Tos;  las más de 100 lagunas y humedales; el casco urbano de San José de los Llanos y la Cordillera Oriental.

### Otros
El sector público está constituido por el Ayuntamiento, el hospital Pedro María Santana y 3 boticas; 21 escuelas y 3 liceos; las oficinas de la Junta Municipal Electoral, Agricultura, Instituto Nacional de Aguas Potables (INAPA), y una estación de bomberos.
El sector privado cuenta con 3 almacenes y 40 colmados; 6 farmacias, 8 tiendas de ropa, 2 estaciones de gasolina y 2 de GLP; 4 panaderías y sus respectivas panificadoras; 5 comedores, 1 casa de empeño, 1 mercado municipal y 5 talleres, y otros micro negocios. Hay un banreservas.

## Educación
Cuenta con 43 centros educativos.

## Salud
Cuenta con el hospital público Pedro María Santana.

## Cultura
El elemento cultural se expresa en arquitectura de las casas, su mayoría construida en el siglo pasado.
Existe una Academia de Música Julio A. Santana que tiene dos bandas: una infantil y otra de mayores.
También tiene una escuela de Danza y Teatro, donde se enseñan todas las  disciplinas de la danza, Clásica, contemporánea, folklórica y danzas populares. También la escuela de teatro ha sido galardonada en El Festival de Teatro Emilio Aparicio. En los Carnavales  Provinciales y Nacionales las  comparsas del municipio han sido galardonadas en varias oportunidades.